# Allard M2X
Allard M2X var en bilmodell från Allard. M2X tillverkades i 24 exemplar varav det sista exemplaret kom till Sverige. Bilen gick i Midnattssolsrallyt 1953 och placerade sig på 62:a plats i totallistan och som nummer 10:a i klass 4 A, seriesportvagn över 1301 cc med Inge Sjöberg och Åke Skalin.